# Буснаш, Нафтали
Нафтали́ Бусна́ш (середина XVIII века, Алжир — 5 июня 1805 года, там же) — алжирский предприниматель, глава алжирских евреев и государственный деятель.

## Биография

### Ранняя биография
Сын еврейского предпринимателя Авраама Буснаша, переехавшего в 1724 году из итальянского города Ливорно в Алжир. Фамилия «Буснаш» в различных источниках имеет различное написание: Busnach, Bousnach, Busnash; сам Нафтали писал её как Busnah. Арабской формой фамилии было Boudjenah, что означает «Имеющий крылья».
Разбогател на службе Мустафы бен Уснаджи — бея Титтери в 1775—1795 годах. В результате конфликта, возникшего между Мустафой и деем Алжира, тот вынужден был искать убежище в «священном месте», куда из страха не допускал никого, кроме Буснаша. Для того, чтобы Мустафа мог помириться с деем, Буснаш одолжил ему крупную сумму денег для выплаты дею. Будучи прощён, Мустафа был назначен беем Константины, а Буснаш стал его самым доверенным лицом и советником. Через некоторое время, Буснаш фактически вошёл в состав алжирского правительства.

### Взлёт карьеры
В 1797 году сестра (по другим данным — племянница) Нафтали вышла замуж за предпринимателя Давида Коэна Бакри, и Нафтали Буснаш вошёл в число учредителей компании «Братья Бакри», которая с этого времени стала называться «Бакри и Буснаш».
Благодаря своим связям в торговых кругах разных стран и наличию широкого круга информаторов, «Бакри и Буснаш» смогли оказывать правительству Алжира услуги по предоставлению информации о ситуации в различных государствах зачастую лучше и быстрее, чем официальная турецкая разведка. Они также могли предоставить деям сведения о настроениях в народе и в окружении самих деев, что со временем сделало их незаменимыми помощниками для дея Хасана III (1791—1798). После того, как должность министра финансов занял старый друг Буснаша Мустафа бен Уснаджи, тот назначил его распорядителем государственной казны. После смерти Хасана III Буснаш смог подкупить турецких чиновников и добиться назначения Мустафы следующим деем (под именем Мустафы II, 1798—1805). В благодарность дей Мустафа предоставил компании «Бакри и Буснаш» получила монополию на экспорт зерна из Алжира. Её капитал в этот период достиг колоссальной по тем временам суммы в 5 500 000 долларов США.
В условиях случившейся в 1789 году во Франции революции, Алжир оказался одной из немногих стран, признавших и поддержавших республиканское правительство. В результате начавшейся революционной сумятицы, в средиземноморских департаментах станы начался голод, и французское правительство занялось поиском зерна на внешних рынках. Наиболее удобной страной для таких закупок был располагавшийся на противоположном берегу Средиземного моря Алжир. Уполномоченными на осуществление таких закупок стали «Африканская компания» и пришедшее ей на смену «Национальное африканское агентство». Однако, в условиях имевшейся у «Бакри и Буснаша» монополии на экспорт зерна с одной стороны, и постоянной нехваткой у французов средств — с другой, они были вынуждены обратиться к ней за кредитом. Те добились предоставления деем беспроцентного кредита в размене 1 000 000 франков на закупку алжирского зерна через «Бакри и Буснаш», и компания производила его массовые поставки во Францию в 1793—1798 годах. В дальнейшем поставки продолжились, так что к 1801 году долг Франции компании «Бакри и Буснаш» составлял уже около 8 000 000 франков, из которых она выплатила сперва 3 725 000 франков и чуть позднее — ещё 1 200 000 франков. Однако, значительная часть долга осталась невыплаченной, что и привело в конце концов к захвату Алжира Францией в 1830 году.

### Влиятельность
Буснаш стал настолько влиятельным при алжирском дворе, что испанский посланник именовал его «вице-королём Алжира». Он выступал неизбежным посредником при обращении к дею представителей малых держав, он добился заключением мира Алжира с Англией в 1801 году, с Францией в 1801 и Португалией в 1803 году.
Кажущееся всевластие Буснаша в алжирской политике и экономике сыграло с ним злую шутку: с одной стороны против него выступали исламские фундаменталисты, называвшие его «неверным евреем», с другой — он выставил против себя турецких чиновников, когда демонстративно заставлял пропускать свои суда с грузом в обход таможни.

### Смерть
На Буснаша и на дея было совершено несколько покушений, в результате которых ни один, ни другой не пострадали, а нападавшие были сурово наказаны. В мае 1805 года в Оране вспыхнуло восстание — восставшие обвиняли дея и компанию «Бакри и Буснаш» в нехватке хлеба, поскольку, по их мнению, оно было вызвано массовыми поставками зерна на иностранные (прежде всего — французский) рынки.
28 июня 1805 года Нафтали Буснаш был убит. Убийцей оказался левантский янычар по имени Яхия (фр. Yahia), которому накануне Буснаш отказался дать работу. Убийцу взяло под свою защиту сформировавшееся ополчение фундаменталистов, так что дей ничего не мог сделать и объявил об амнистии для убийцы. Исламисты обрадовались и по всей стране вспыхнули еврейские погромы — было разграблено множество синагог, складов еврейских компаний и частных домов. Количество погибших по разным источникам колебалось от 42 до более 400, многие были ранены. При этом под давлением восставших дей был вынужден лично призвать к погромам. Это его не спасло — вскоре после этого восставшие убили и дея Мустафу, на смену которому пришёл дей Ахмет, который ненавидел Буснаша и братьев Бакри.

## Оценки личности
Оценки личности и деятельности Нафтали Буснаша разительно различаются: для мусульманских фундаменталистов он был воплощением абсолютного зла — «неверный еврей», прибравший к рукам власть в исламской стране и приведший её к гибели, а население — к обнищанию. Оценки европейских консулов в стране различаются в зависимости от отношений представляемых ими государств — одни пишут, что в результате его деятельности были полностью дезорганизованы структуры управления, другие называют его достойным государственным деятелем и бизнесменом. Еврейские источники практически всегда комплиментарны — они описывают Нафтаи Буснаша как человека скромного, богобоязненного, милосердного, использовавшего свою власть для помощи бедным и угнетённым. Правда, по-видимому, находится где-то посредине.